# Gattinara (vin)
Pour la localité, voir Gattinara.
Le Gattinara est un vin rouge sec italien de la région Piémont doté d'une appellation DOCG depuis le 20 octobre 1990. 
Seuls ont droit à la DOCG les vins rouges récoltés à l'intérieur de l'aire de production définie par le décret.

## Aire de production
Les vignobles autorisés se situent en province de Verceil dans la commune de Gattinara. Les 103,64.hectares délimitée sont en production.
Les vignobles se situent sur les pentes qui surplombent les deux rives du cours d'eau de la Sesia. Au sud de l'appellation, on trouve le vignoble de Ghemme.
Vieillissement minimum légal : trois ans, dont au moins 12 mois en fût de chêne ainsi que 6 mois en bouteille.
Le vin rouge du type Gattinara répond à un cahier des charges moins exigeant que le Gattinara riserva, essentiellement en relation avec le vieillissement.

## Caractéristiques organoleptiques

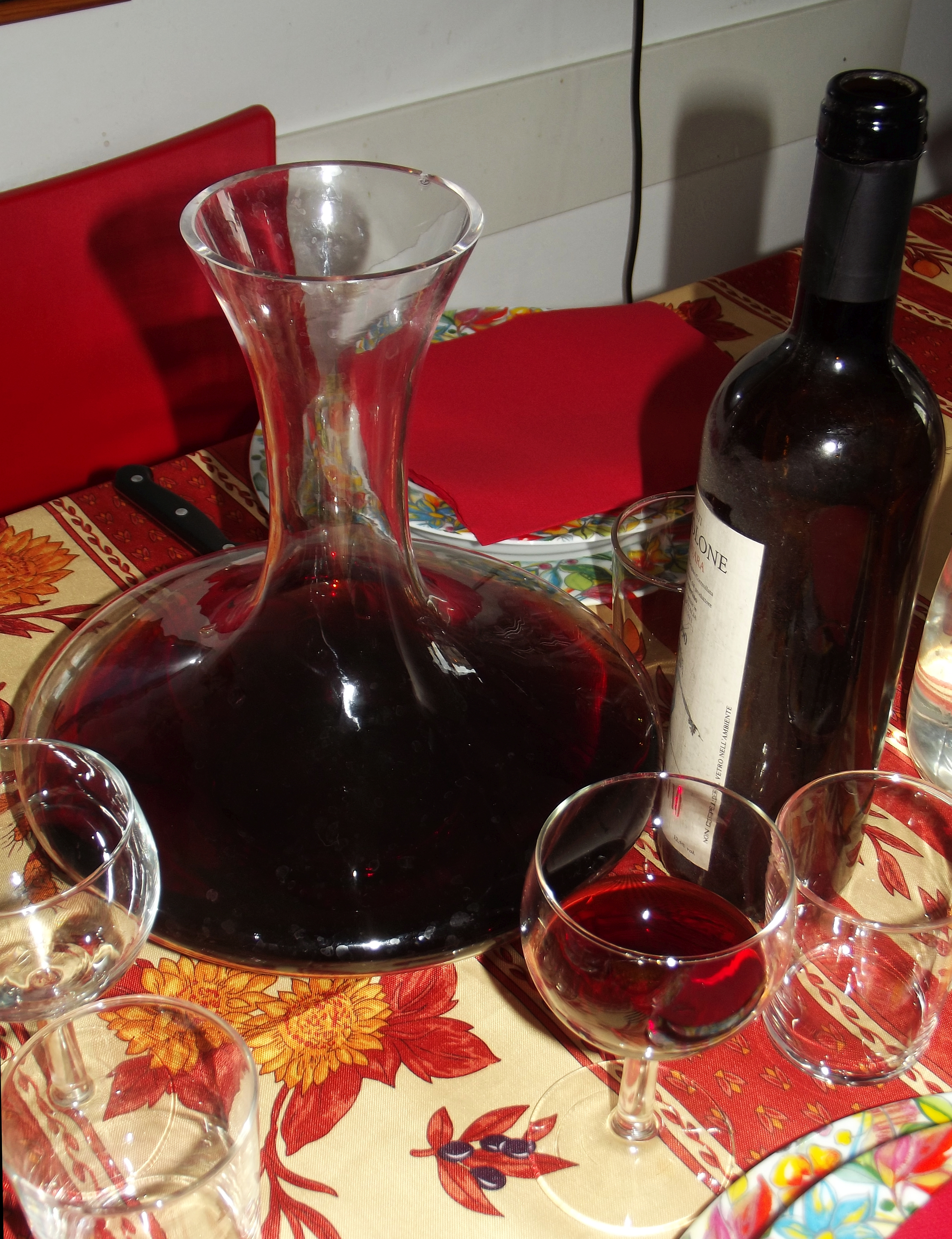
Gattinara 1990 en carafe.

- couleur: rouge grenat avec des reflets orangés, qui s’atténue avec le temps.
- odeur:  caractéristique, intense, qui s’affine avec le vieillissement, arômes de violette.
- saveur:  sec et plein, velouté avec un agréable fond légèrement amer.

Le Gattinara se déguste à une température comprise entre 16 et 18 °C et il se gardera 4 - 10 ans.

## Association de plats conseillée
Rôtis de viandes blanches et rouges, grillades, gibier à plume ou à poil, fromages à pâte pressée.

## Production
Province, saison, volume en hectolitres :
- Vercelli  (1990/91)  3706,52
- Vercelli  (1991/92)  2251,07
- Vercelli  (1992/93)  911,78
- Vercelli  (1993/94)  1805,15
- Vercelli  (1994/95)  1745,69
- Vercelli  (1995/96)  1984,27
- Vercelli  (1996/97)  3126,38